# Бирбраер, Евгений Абрамович
Евгений Абрамович Бирбраер (23 июля 1912, Гомель, Могилёвская губерния — 6 октября 1943, Домоткань, Днепропетровская область) — участник советско-финляндской и Великой Отечественной войн, командир миномётной роты 225-го гвардейского стрелкового полка 78-й гвардейской стрелковой дивизии 7-й гвардейской армии Степного фронта. Герой Советского Союза, гвардии старший лейтенант.

## Биография
Родился в 1912 году в городе Гомель в семье ремесленника. Еврей. Образование высшее. Член ВКП(б) с 1934 года.
В Красной армии с 1936 года. Участник советско-финляндской войны 1939—1940 годов. В 1941 году вновь призван в ряды Красной армии.
В боях Великой Отечественной войны с декабря 1941 года. В августе 1942 года окончил курсы «Выстрел». В период обороны Сталинграда командовал миномётной ротой. В начале 1943 года принимал активное участие в окружении вражеских войск, где было пленено 330 тысяч гитлеровцев. Особо отличился при форсировании Днепра.
В ночь на 25 сентября 1943 года успешно преодолел реку Днепр в районе села Домоткань Верхнеднепровского района Днепропетровской области.
При захвате плацдарма на правом берегу Днепра вверенная гвардии старшему лейтенанту Бирбраеру Е. А. миномётная рота участвовала в отражении двенадцати вражеских контратак.
Выполняя задачу по прикрытию переправы, удержанию и расширению плацдарма, Евгений Бирбраер погиб в бою 6 октября 1943 года.

## Награды
Указом Президиума Верховного Совета СССР от 26 октября 1943 года за образцовое выполнение боевых заданий командования на фронте борьбы с немецко-фашистскими захватчиками и проявленные при этом мужество и героизм гвардии старшему лейтенанту Бирбраеру Евгению Абрамовичу посмертно присвоено звание Героя Советского Союза.
Награждён орденом Ленина, медалью «За боевые заслуги» (30.01.1943).

## Память
Похоронен в братской могиле в селе Правобережное Верхнеднепровского района Днепропетровской области, на трассе Днепропетровск — Киев.
Стела в честь Е. А. Бирбраера установлена на Аллее Героев в Гомеле (ул. Советская).